# 仲谢列
仲谢列，又译作仲谢勒（藏語：འབྲོང་ཞེར་ལེགས།，威利转写：vBrong zhi legs，?—?），《吐蕃王朝世系明鉴正法源流史》作鐘香利、鍾希蕾。按照藏族的传统他是吐蕃王朝第14任赞普。他是吐蕃王朝早期所谓中列六王之五，敦煌文书记载他是中列六王之四。